# Ryan Williams
Ryan Dale Williams (ur. 28 października 1993 w Subiaco) – australijski piłkarz występujący na pozycji skrzydłowego, obecnie zawodnik indyjskiego klubu Bengaluru FC. 

## Kariera klubowa
Williams rozpoczął karierę w ECU Joondalup, a w 2010 roku przeniósł się do akademii Portsmouth FC. W sezonie 2011/2012 zadebiutował w pierwszym zespole Portsmouth, rozgrywając 4 mecze ligowe. W styczniu 2012 roku podpisał kontrakt z Fulham FC, gdzie wystąpił w 2 spotkaniach ligowych. W trakcie pobytu w Fulham był wypożyczany do Gillingham FC, Oxford United oraz Barnsley FC.
W 2015 roku podpisał kontrakt z Barnsley FC, gdzie grał przez dwa sezony, notując 21 występów i zdobywając 1 bramkę. W 2017 roku przeszedł do Rotherham United, dla którego rozegrał 81 meczów i strzelił 5 goli. W 2019 roku powrócił do Portsmouth FC, a następnie w 2021 roku dołączył do Oxford United. W sezonie 2022/2023 reprezentował barwy Perth Glory w australijskiej A-League, gdzie wystąpił w 24 spotkaniach i zdobył 4 bramki. Od lipca 2023 roku jest zawodnikiem Bengaluru FC w indyjskiej Superlidze.

## Kariera reprezentacyjna
Williams reprezentował Australię na poziomie młodzieżowym, występując w drużynach U-20 i U-23. W 2019 roku zadebiutował w seniorskiej reprezentacji Australii, rozgrywając jedno spotkanie.

## Sukcesy
- Zwycięzca Football League Trophy: 2015/2016 z Barnsley[3].

- Mistrz League Two: 2012/2013 z Gillingham FC[3].